# Final Cry
Final Cry ist eine aus dem Weserbergland stammende deutsche Thrash-Metal- und Melodic-Death-Metal-Band. 

## Geschichte

### 1989–1996: Gründung und erste Aufnahmen
Die Band wurde 1989 unter dem Namen Parricide von den Geschwistern Burghardt und Sonja Sonnenburg sowie Gitarrist Eiko Truckenbrodt im niedersächsischen Eschershausen gegründet. Noch in der Phase ihrer ersten inoffiziellen Rehearsaltapes benannte sich die Band in Final Cry um. Unter diesem Namen erschienen 1994 und 1996 ihre ersten beiden offiziellen Demos Words Unspoken und Stormclouds. Der Stil der Band wurde in den Anfangstagen noch eher dem Heavy Metal und Power Metal zugeordnet.

### 1996–2003: Debüt und OTR Productions
Das Debütalbum Wavecrest wurde selbst produziert und erschien 1997. Nach dieser Eigenproduktion schloss die Band im Folgenden einen Vertrag mit dem Erlanger Label OTR Productions ab.
Im Januar 2000 erschien über OTR das zweite Studioalbum Spellcast, welches positive Reaktionen in der Fachpresse (u. a. Rock Hard, Metal Hammer, Heavy oder was?) erlangte. Inhaltlich wurde mit Spellcast die schwarzromantisch-gothic fiction-décadence-beeinflusste „Wavecrest“-Trilogie (Stormclouds-Wavecrest-Spellcast = Luft, Wasser, Erde) beendet, in welcher inhaltlich und textlich vor allem Zitate von Poe, Novalis, Byron verarbeitet wurden.
Im November 2003 erschien, erneut über OTR-Productions, das dritte Album Wolves Among Sheep, welches die Band erstmals von einer deutlich härteren Seite zeigt, was zur Folge hat, dass sie fortan stilistisch auch in der öffentlichen Wahrnehmung dem Thrash Metal zugeordnet wird, was sich auch in etlichen Konzerten mit Bands dieses Genres (u. a. Dew-Scented, Desaster, Goddess of Desire, Accu§er) bemerkbar macht.

### 2003–2018: stilistische Entwicklung
Im März 2007 erschien mit Neptunes Relief das vierte Studioalbum, letztmals auf OTR Productions. Die auf dem Vorgänger eingeschlagene musikalische Entwicklung hin zu härteren Stilmitteln und Genres setzte die Band auf diesem Album fort. Neben ausgeprägten klassischen Thrash-Metal-Anleihen fanden erstmals auch verstärkt Einflüsse der düsteren skandinavischen Stile der 90er, vor allem aus dem schwedischen Death Metal, Einzug in den Sound der Band.
Zwischen 2009 und 2015 wurde es bedingt durch mehrere Personalwechsel am Schlagzeug und am Mikrofon etwas ruhiger um die Band, welche in diesen Jahren auch nur sporadisch Konzerte spielte. Im Herbst 2015 entschlossen sich Final Cry, das neue Album Zombique in einer Vierer-Konstellation einzuspielen: Gitarrist Eiko Truckenbrodt, schon auf den allerersten Prehearsals zu hören, übernahm vorübergehend den Sängerposten. Im August 2017 nahmen Final Cry im Pure Sonic Studio in Langelsheim die insgesamt zehn Tracks des fünften Studioalbums Zombique auf. Der Release des Albums auf CD und Vinyl-LP erfolgte im Mai/Juni 2018 über den bandeigenen Verlag MBR Publishing. In fast allen Magazinen, Fanzines und Online-Portalen (u. a. Rock Hard, Deaf Forever, Legacy) erschienen Rezensionen und Interviews, in welchen auch der stilistische Wandel thematisiert wurde, welcher sich vor allem in dem mehr dem Death Metal zuzuordnendem gutturalem Gesang ausdrückte, welcher erstmals ein Final Cry Album prägte.

### Seit 2018: neues Lineup und MDD Records

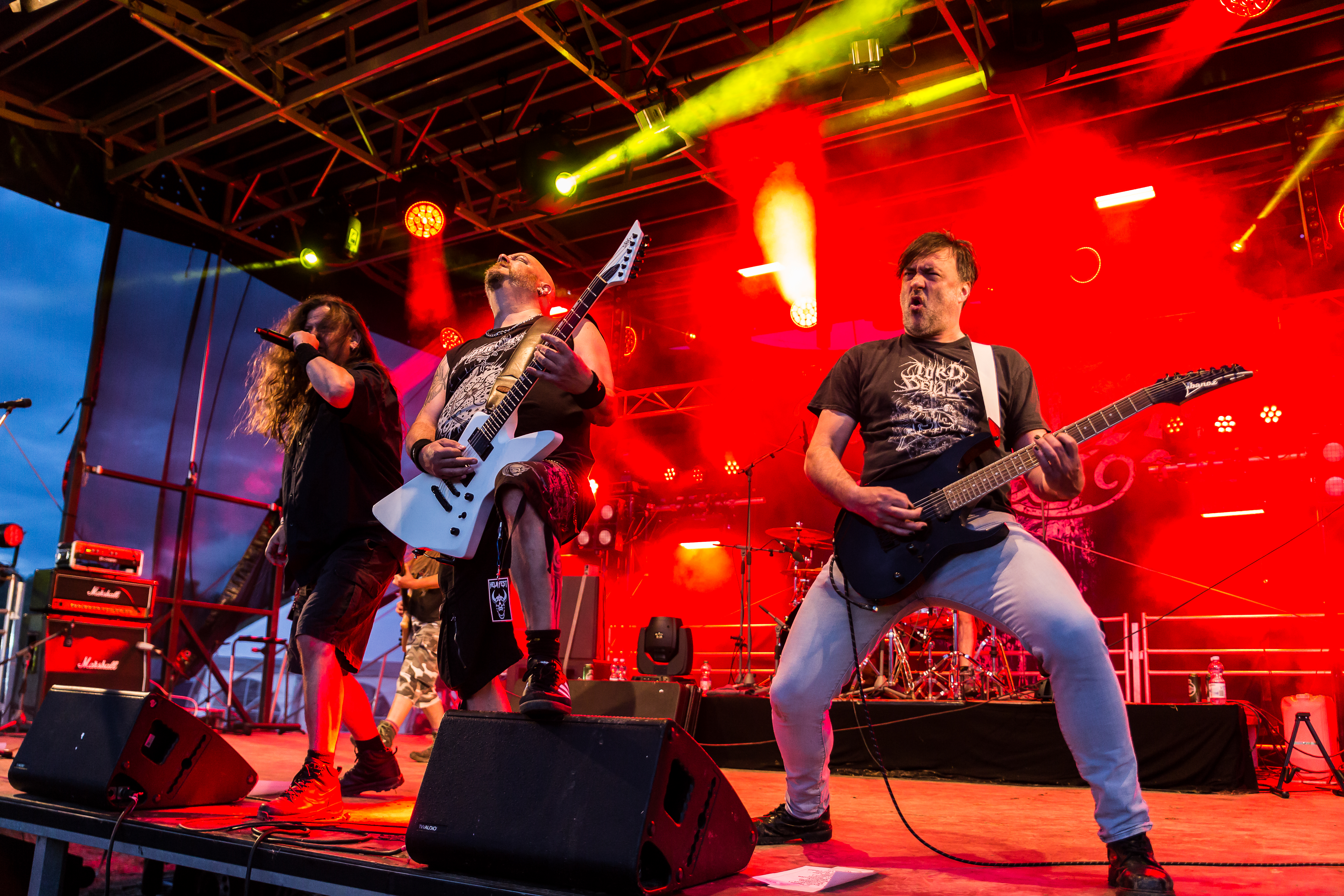
Final Cry auf dem Helmfest 2023

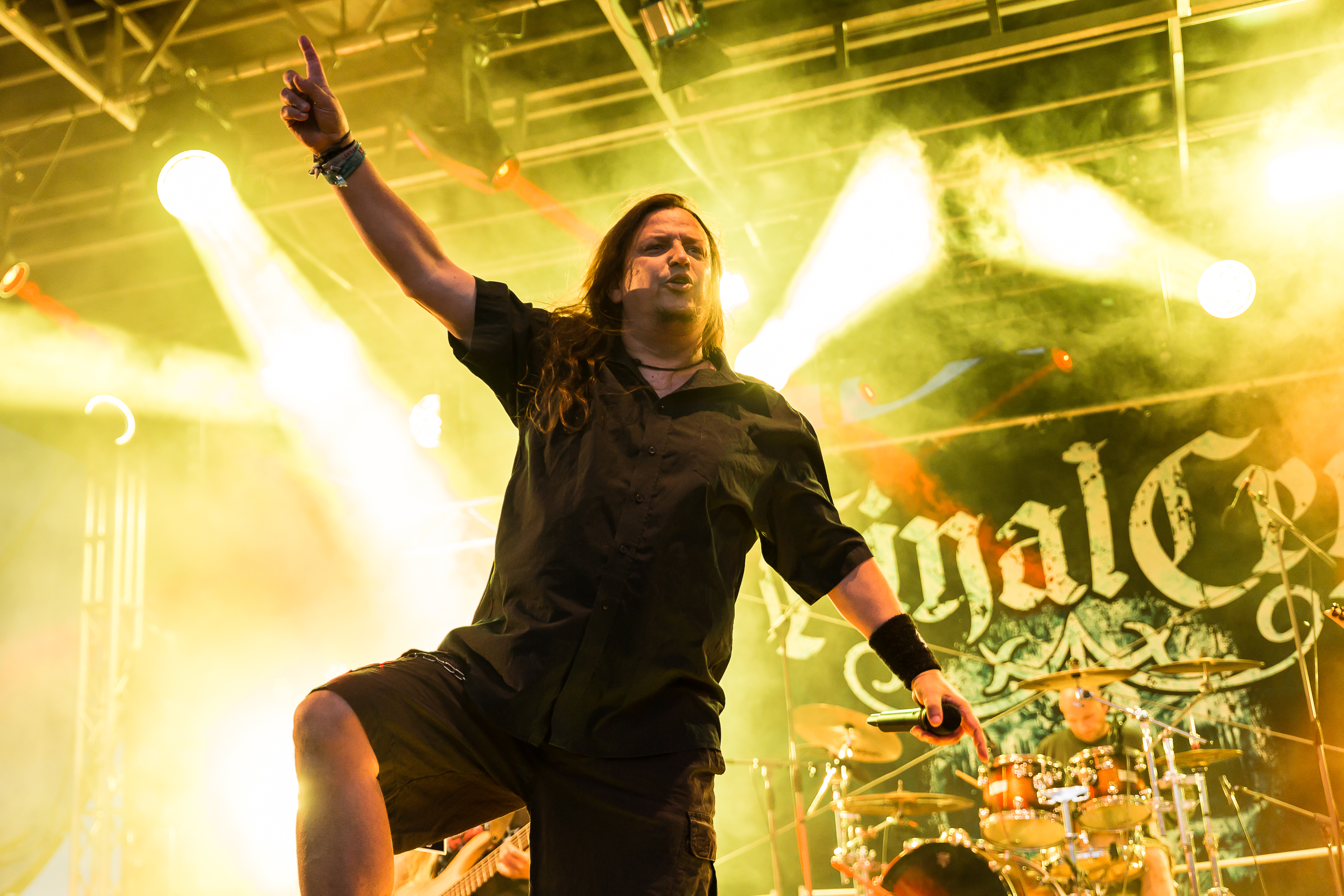
Final Cry auf dem Helmfest 2023

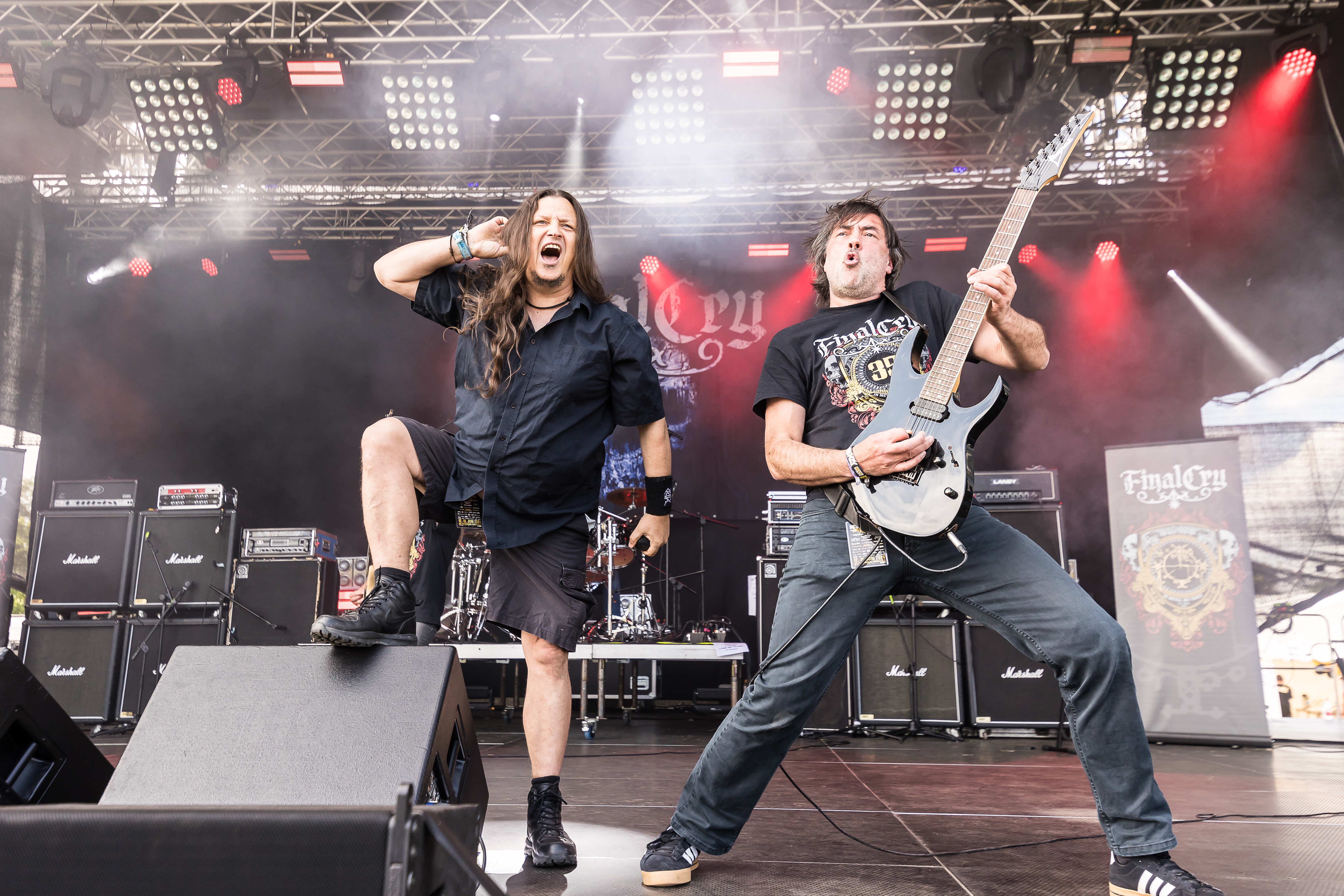
Final Cry auf dem Metal Frenzy 2024

Anfang August 2018 verstärkte sich die Band mit einem Live-Sänger und agierte wieder als Quintett. In den folgenden Monaten absolvierten Final Cry eine Vielzahl von Konzerten, u. a. mit Bands wie Enforcer, 1914, Green Jellÿ, Pripjat und Surgical Strike. Im März 2021 unterschrieben Final Cry beim deutschen Label MDD Records und gaben kurz danach die Neubesetzung des vakanten Sängerpostens mit Kai Wilhelm (Across the Burning Sky, Subconscious) bekannt. Im November 2021 nahmen Final Cry im Soundlodge Studio mit Produzent Jörg Uken neues Material auf und kündigten die Veröffentlichung ihres sechsten Studioalbums The Ever-Rest für März 2022 an.
„The Ever-Rest“ erschien am 18. März 2022 als CD und im September 2022 über das Wolfsburger Label KKR auf Vinyl. Bei dem Album handelt es sich um ein Konzeptalbum, welches sich um wahre Begebenheiten, Ereignisse und Tragödien aus der Geschichte des alpinen Höhenbergsteigens des letzten Jahrhunderts dreht. Die Resonanzen in der Presse fielen überaus positiv aus, wobei vor allem das Konzept als „Bergsteiger Epos“, hinsichtlich der Umsetzung in textlicher, musikalischer als auch gestalterischer Form hervorgehoben wurde.
Es folgte eine Vielzahl an Interviews in Online- sowie etablierten Printmedien wie Metal Hammer (April 2022), Rock Hard, Legacy und anderen. Ab April 2022 kehrten Final Cry nach der durch Corona und Besetzungswechseln bedingten Pause mit neuem Line-Up wieder auf die Bühnen zurück und spielten im Folgenden etliche Live Shows quer durch die Republik, welche in verschiedenen Szenemedien positiv honoriert wurden. 2023 gastierte die Band zudem als Headliner am Eröffnungstag des Helmfest in Büddenstedt. 2024 folgten im Rahmen ihres 35-jährigen Bandjubiläums diverse Festival,- und Open Air Auftritte, z. B. beim MUR Open Air und dem Metal Frenzy.
Am 25. April 2024 wurde ihr, ursprünglich 2018 in Eigenregie veröffentlichtes, Album „Zombique“ über MDD Records im Handel wiederveröffentlicht. Am 26. Oktober spielte die Band in der ausverkauften SubKultur in Hannover ihr vielumjubeltes Jubiläumskonzert mit Night In Gales und Deimos' Dawn.

## Diskografie

### Demos
- 1989: Live in Holzminden (Rehearsal)
- 1990: I Hate Hou (Rehearsal)
- 1992: Kiss My Fist (Rehearsal)
- 1994: Words Unspoken

### EPs
- 1996: Stormclouds (Eigenproduktion)
- 2021: Words Unspoken (7″-Vinyl, Hippopotamus Rec)

### Studioalben
- 1997: Wavecrest (Eigenproduktion)
- 2000: Spellcast (OTR-Productions)
- 2002: Wolves Among Sheep (OTR-Productions)
- 2007: Neptune’s Relief (OTR-Productions)
- 2018: Zombique (Eigenproduktion, MBR-Publishing, rerelease 2024 MDD Records)
- 2022: The Ever-Rest (MDD Records)